# Maîtrise d'usage
 (septembre 2014).
- Si vous ne connaissez pas le sujet, laissez ce bandeau (vous pouvez alors contacter les auteurs).
- Si vous supprimez le contenu mis en cause (vous pouvez préalablement contacter les auteurs),

argumentez précisément cette suppression dans la page de discussion
(un manque de référence n'est pas un argument ; une recherche réelle de référence doit avoir été effectuée, être formellement documentée).
La maîtrise d'usage (abrégée MUE) est un concept complémentaire du binôme traditionnel associant les notions de maîtrise d'ouvrage (MOA) et de maîtrise d'œuvre (MOE), apparu avec l'attention croissante accordée aux nouveaux usages en lien avec le design de service, l'expérience utilisateur et le développement du numérique et de l'Internet.
Il met l'accent sur l'importance de la prise en compte des besoins et des pratiques de l'utilisateur final dans toute approche de conception et d'implémentation d'un service ou d'une technologie dans un lieu ; impliquant une transformation sociale et la conduite d’un changement. La maîtrise d'usage revêt une triple dimension de posture comportementale, de pratiques associées à des processus et procédures définies (concertation, co-conception, analyse ou mesure ethnographique ou sociologique...).

## Acceptions
En tant que posture, elle consacre – dans la réflexion préliminaire à tout projet doté d’une dimension technologique, sociale, ou d'aménagements de lieux – la primauté de l’usager comme élément central de la réflexion, dans une approche en lien avec la problématique du web social, le design de service, l'expérience utilisateur, le co-design, le design de politiques publiques, recherche utilisateur... privilégiant l’échange, la participation et le partage. Elle se traduit de façon concrète par l’association de l’utilisateur à la définition de ses besoins comme de ses attentes à l’égard du projet envisagé.
En tant que processus, la maîtrise d’usage intervient à différentes phases. D’abord, dans celle en amont du projet initial (phase de conception avec la prise en compte des contraintes et besoins de chaque parties prenantes), puis en aval dans la phase opérationnelle une fois le dispositif mis en œuvre (phase de réalisation et prototypage, avec la prise en compte des modalités d’organisation, d’utilisation et de gouvernance qui sous-tendent son efficience). Dans la phase de conception, elle se manifeste par l’association de l’utilisateur sous différentes formes :
- expression du besoin initial ou cahier des charges ; prise en compte des besoins de l'entreprise et des employés :
- recherche utilisateur : prise en compte du contexte d'utilisation ou de travail et de l’environnement de l’usager ; intégration de ses pratiques et manières de faire ; prise en compte de ses besoins et de ses attentes ; détermination des impacts sociaux ou technologiques de la solution envisagée ;...
- cahier d'usage : fixation des outils à mettre en place ; des besoins de formation et d’accompagnement ;
- co-conception et association de l’utilisateur aux phases de conception, d'aménagements intérieurs, d'Architectures, d'aménagements urbains, de design, de test.

Dans la phase de fonctionnement opérationnel, la maîtrise d’usage prend en compte les deux aspects suivants :
- conception et définition des parcours utilisateurs, zoning, outils et services , objets, aménagements, logiciels... à mettre en place ; formalisation de l’organisation (définition des rôles et des compétences) ;
- définition des bonnes pratiques, formalisation de la gouvernance et implication managériale.

En tant que démarche de conception voir de mesure, la maîtrise d’usage a pour finalité de concevoir puis d’évaluer par le biais d’indicateurs qualitatifs voir quantitatifs. Ces derniers peuvent porter sur :
- les pratiques et les usages actuels ou futur ;
- l’utilisation et l'implémentation du dispositif concerné ;
- le degré de satisfaction de l’usager ;
- les adaptations et les évolutions nécessaires.

Contrairement à certains propos, la maîtrise d'usage n’a pas vocation à constituer un contre-pouvoir. Il n'appartient pas aux utilisateurs finaux de déterminer précisément les termes du projet, ni de prendre les décisions ou se substituer aux autres acteurs, mais de formuler et formaliser leurs besoins pour co-concevoir avec les différentes parties prenantes. Ce travail produit comme un cahier de préconisations qui se joint ou s’intègre au cahier des charges techniques du projet.

## Origine
Forme de participation pour les usagers en complément aux maîtrises d’ouvrage et d’œuvre, la maîtrise d’usage a été en premier lieu initiée dans le cadre de projet inscrit dans une logique de démocratie ouverte et plus particulièrement, autour de politique d’aménagement du territoire.
Elle a ensuite également été avancée et développée par le professeur Michel Germain, précurseur de l’importation de la notion de maîtrise d’usage dans la sphère organisationnelle autour des projets de transformation numérique (Internet/intranet) et reconnu à travers la formalisation de nouveaux métiers.

## Rôle

### Maîtrise d’usage en politique d’aménagement du territoire
Il s’agit là d’un nouveau modèle où le citadin-citoyen-usager devient partie prenante du projet d’urbanisme. Situé au cœur du processus d’élaboration du projet, l’habitant se positionne comme un acteur à part entière amenant une considération ascendante et horizontale aux acteurs jusque-là traditionnels de maître d’ouvrage et maître d’œuvre.
La maîtrise d’usage dans l’aménagement du territoire recoupe la dimension de service quaternaire, c’est-à-dire de service enrichi, intelligent, dans lequel les notions de partage sont extrêmement importantes : partage de l’espace public, partage de la connaissance, des moyens de transport, des ressources à l’ère du développement durable. 
Les effets attendus sont multiples : à la fois l'appropriation des projets par leurs usagers, la maîtrise du coût global par une meilleure définition des attentes et le rapprochement des habitants de la politique, c'est-à-dire du vivre ensemble grâce à une reconnaissance de l'expertise des habitants par les experts techniques.

## L'assistance à Maîtrise d'usage, du Bâtiment au Territoire
Du modèle de "maîtrise d'usage" au sens du paragraphe ci-dessus intitulé "Maîtrise d’usage en politique d’aménagement du territoire" est apparu celui "d'Assistance à Maîtrise d'Usage" ou AMU. Ainsi, pour répondre aux enjeux associés à ce nouvel acteur de l'aménagement et de la construction, une expertise métier capable de trouver des réponses plurielles s'est construite. Au sein d'un bâtiment les services et le parcours utilisateur-habitant est pensé pour être pratique et agréable en adéquation avec les besoins de ses usagers.  

Selon "VIE TO B", pionnier et leader coopératif en France sur l'AMU Bâtiment, initiateur du réseau national des chercheurs et praticiens sur le sujet, propose la définition suivante :
"favoriser l'appropriation des occupants au projet constructif et au bâtiment, et de concilier confort et sobriété."
Selon "PRIMA TERRA - écosystème pour la coopération stratégique", initiateur du réseau "AMU Occitanie", l'AMU globale, du Bâtiment au Territoire, est :
- un domaine transversal de recherche, d'ingénierie et de médiation dans l'Habitat ;
- un secteur d'activité, associant des savoir-faire issus des sciences sociales et du design (recherche utilisateur, ethnographie, sociologie, design de services, expérience utilisateur, design de politiques publiques, architecture, urbanisme...) ;
- une mission, “participer de l'appropriation sociale des enjeux du Bâtiment et de l'Habitat en général”, notamment sur la performance énergétique ;
- un processus méthodologique itératif pour les temps de vie de la Ville : dessiner, pratiquer, habiter et ré-inventer (co-conception, concertation...) ;
- des métiers, puisant dans la sociologie, le design, la psychosociologie, l'aménagement spatial, l'ergonomie…
- une réponse plurielle à de nouvelles façons d'habiter, par souci de coût global optimisé, d'apprenance territoriale et d'innovations."
Par ailleurs, PRIMA TERRA a élaboré une "cartographie des acteurs économiques de l'AMU, du bâtiment au territoire", qui a été présenté sous licence Creative Commons le 1er décembre 2017. Il est possible de la retrouver ici : https://amu-occitanie.tumblr.com/ecosysteme

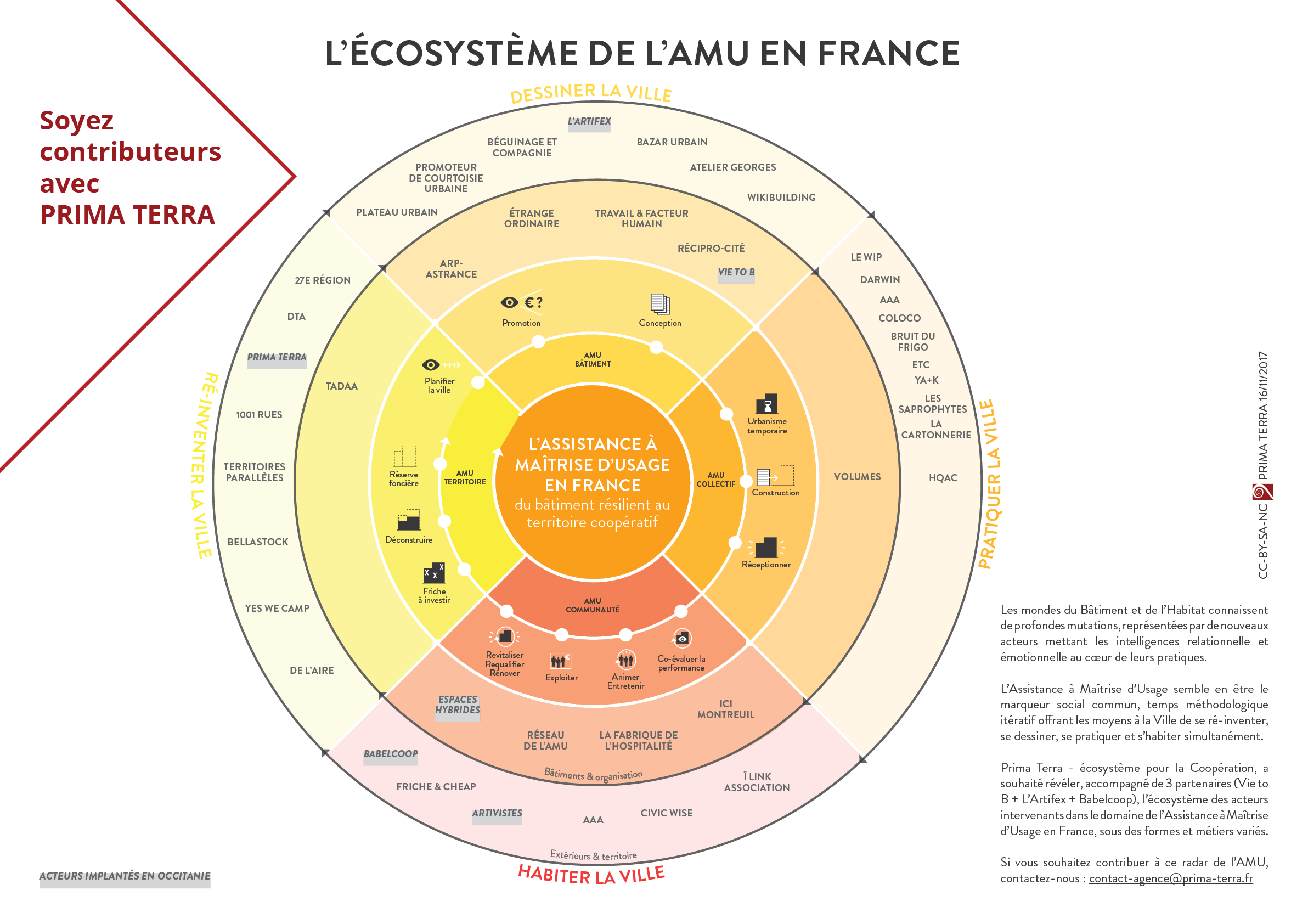
Schéma de l'écosystème des acteurs économiques de l'AMU globale, réalisé par "PRIMA TERRA - écosystème pour la coopération stratégique", en partenariat avec VIE TO B, L'ARTIFEX et BABELCOOP.com.

Vous pouvez également le retrouver à droite.

### Maîtrise d’usage en matière desystèmes d'information(intranet/Internet)
En matière de dispositif web, la maîtrise d’usage fait aussi appel aux vertus du partage, de l’interaction et de la collaboration s’inscrivant totalement dans la dynamique du web 2.0. Au-delà de la question technique et technologique, la maîtrise d’usage défend la question de la primauté du peopleware (en), autrement dit, la prise en compte des facteurs humains et managériaux comme dimension clé de la valorisation des technologies de l'information et de la communication au sein de l’entreprise. Avec l’extension de l’usage des nouvelles applications, l’important n’est plus tant la puissance de l’outil informatique lui-même (hardware et software) que les usages, les pratiques, les procédures internes ainsi que le management qui y sont liés et lui donnent son efficience. Cette évolution consacre le retour du (bon) sens et confirme la place dévolue à l’utilisateur dans l’implémentation de tout dispositif numérique pour préciser l’ergonomie des interfaces et la compréhension des situations des utilisateurs et des pratiques de travail pour une efficience maximum.
Plus précisément, l’écoute et la formalisation des besoins des utilisateurs finaux permettront de préciser les termes d’un cahier des charges fonctionnel au plus près des attentes, s’assurant ainsi une forme d’engagement et d’appropriation de la part de la population. 
De manière assez symétrique aux apports dans le cadre d’aménagement du territoire, les bénéfices attendus autour de projet numérique s’étendent aussi à une meilleure maîtrise des coûts, un rapprochement et une confiance en faveur d’un climat social sain.
Dans le cadre de projet numérique, la maîtrise d’usage c’est donc une nouvelle approche par et pour la collaboration étendue et l’intelligence collective au sein des organisations.